# 奥利弗·帕克
奥利弗·帕克（英語：Oliver Parker，1960年9月6日—）是英国的电影导演。

## 简介
出生于伦敦，是商人彼得·帕克之子，他的弟弟是演员纳撒尼尔·帕克。

## 作品

### 导演
- 奥赛罗 (1995)
- 完美丈夫 (1999)
- 不可儿戏 (2002)
- 塞缪尔·佩皮斯的私生活 (2003) (电视电影)
- 消失在黑暗中 (2006)
- 我痛恨我的工作 (2007)
- 新乌龙女校 (2007)
- 道林·格雷 (2009)
- 新乌龙女校2：弗里顿的黄金的传奇 (2009)
- 憨豆特派员2 (2011)

### 出演

#### 电影
- 猛鬼追魂 (1987) – Moving Man
- 猛鬼追魂2 (1988) – Workman 2
- 夜行骇传 (1990) – Peloquin

#### 电视连续剧
- 马特洛克 (1987) – Man at Butler's School
- 警务风云 (1989) – Glen Phelps